# ポケモン不思議のダンジョン 時の探検隊・闇の探検隊
- ポケットモンスター > ポケモン不思議のダンジョンシリーズ > ポケモン不思議のダンジョン 時の探検隊・闇の探検隊
- 不思議のダンジョンシリーズ > ポケモン不思議のダンジョンシリーズ > ポケモン不思議のダンジョン 時の探検隊・闇の探検隊

『ポケモン不思議のダンジョン 時の探検隊・闇の探検隊』（ポケモンふしぎのダンジョン ときのたんけんたい・やみのたんけんたい）は『ポケモン不思議のダンジョン 青の救助隊・赤の救助隊』の続編として2007年9月13日に発売されたニンテンドーDS用ソフト。『時の探検隊』と『闇の探検隊』の2つのバージョンからなる。アメリカでは2008年4月20日、ヨーロッパでは2008年7月4日に発売。
マイナーチェンジ版である『空の探検隊』および短編テレビアニメ版・漫画版についても本項で解説する。

## 概要
前作『青の救助隊・赤の救助隊』の後に発売された『ポケットモンスター ダイヤモンド・パール』からの要素が加わっている。両バージョンでは出現するポケモンと道具に若干違いがある。別バージョン同士での通信も可能。
登場ポケモンは490匹以上。前作では一部のポケモンにしかなかった顔グラフィックが全てのポケモンに用意された。作中で使用されているBGMの作曲編曲には、前作も担当した飯吉新のほか、株式会社ノイジークロークのいとうけいすけや坂本英城などが参加している。
予約特典は杉森建によるオリジナル漫画や開発者インタビューが掲載されたスペシャルガイドブック（オールカラー・全80ページ）。
2007年10月に2バージョン合計の売上でミリオンセラーとなった。日本ゲーム大賞2008年度優秀賞受賞。

## 基本システム

### ターン制
前作と大きな相違点はない。

### 仲間システム
前作同様倒すことにより一定の確率で仲間になる。前作との相違点は「ともだちエリア」システムが廃止されたことである。代わりに登場した「チリーン編成所」により、仲間になったあと同じダンジョン内で「チームからはずす」を選んでも別れることなくギルドに送られるほか、チーム編成の条件（体の大きさ☆6まで）を超えても仲間にできるようになった。そのほか、依頼をこなすと依頼主が仲間になったり、依頼の報酬などにより受け取るタマゴから生まれたポケモンを仲間にできることもある。

### アイテムなど
前作に登場したアイテムは全て登場し、一部は効果とグラフィックが変更されている。今作初登場のアイテムもある。前作ではひでんマシンだった「ダイビング」は、『ダイヤモンド・パール』よりひでんわざではなくなったことに準じて通常のわざマシンとなっている。なお、セカイイチはプクリンが持つアイテムとして登場するのみでプレイヤーが入手することはできなくなっている。

### わざ
基本的には『ダイヤモンド・パール』に準拠していて、「ぶつり（物理）」・「とくしゅ（特殊）」が技ごとに設定されているが、一部『ルビー・サファイア』までのタイプ依存が残されている要素もある。前作に登場した「しんくうぎり」「すいへいぎり」は今作にも存在する。ちなみに前作で可能だった同じ技の重複習得は不可能になっている。

### とくせい
とくせい（特性）は基本的に本編ゲームに準拠しているが、一部のものは効果が変更されている。本編とは異なり、2種類の特性を持つポケモンは両方の特性が適用される。

### かしこさとグミ
前作同様「グミ」を使って「かしこさ」をあげることができるが、ポケモンの種類によって習得できるかしこさの種類が異なるようになった。本作ではダンジョンもしくはそれ以外のフィールドでグミを食べさせることができるが、ダンジョンで食べるとかしこさに加え能力値のいずれかが上昇することがある。また、グミ以外に「おいしいミツ」という道具でもかしこさを上げることができるようになった。

### ダンジョン脱出後の措置
リーダーが倒されるなどにより冒険に失敗した場合、全額のポケと道具のいくつかが失われる。「あなぬけのたま」で脱出した場合は道具もポケもなくならない。リーダー以外のメンバーは倒されるとチームから外れチリーン編成所に送られるが、ストーリー攻略中におけるパートナーや同行者、依頼で同行しているポケモンが倒された場合は冒険失敗の扱いとなる。

### ともだちきゅうじょ
パスワードやワイヤレス通信を利用した救助と、「ニンテンドーWi-Fiコネクション」を利用した救助が可能。Wi-Fiコネクションを利用した救助は基本的に誰でも受け取ることができるが、「ともだちコード」を登録した相手のみが受け取れる設定にすることも可能（Wi-Fiコネクションは2014年5月20日に終了）。

### ふしぎなメール
今作における「ふしぎなメール」では「おたずねものからアイテムを取り返す」、「依頼人が仲間になることがある」など新たなタイプの依頼が追加された。また「ふしぎなメール」を使うことで、片方のバージョンでしか現れないポケモンをもう片方のバージョンでも出現させることができるようになる。また前作同様、パスワードを利用することによってインターネット等で他のプレイヤーと同一の依頼を受けることもできる。「ニンテンドーWi-Fiコネクション」上で特別な依頼が配信されたこともある。

## 登場ポケモン

### 主要キャラクター
主人公
元々は人間だったが、別の世界からこの世界へ来て、ポケモンの姿になって浜辺で気絶しているところをパートナーとなるポケモンに発見される。前作同様、自分の名前以外の記憶をすべて失っている。また「時空の叫び」という触れた対象の過去・未来が見える不思議な能力を持つ。パートナーと共に探検隊を結成し、プクリンのギルドで修業をしながら自分がポケモンになってしまった原因を探ることになる。
主人公となるポケモンの候補はナエトル・ヒコザル・ポッチャマ、キモリ・アチャモ・ミズゴロウ、チコリータ・ヒノアラシ・ワニノコ、フシギダネ・ヒトカゲ・ゼニガメ、ピカチュウ、ゴンベ、ニャース、エネコであり、この中からプレイヤーの心理テストの結果によって選ばれる。どのポケモンであってもセリフの内容は同じだが、性別によって若干口調が異なる。
『空の探検隊』ではゴンベとニャースが主人公候補から外れ、エネコが女の子選択時限定となった。代わりに男の子限定でリオル、ゴマゾウ、コリンク、女の子限定でイーブイ、ロコンが追加された。
パートナー
ポケモンになった主人公が最初に出会うポケモン。不思議な模様が描かれた石を宝物にしており、その謎を解くために探検家を目指している。そのためプクリンのギルドへの入門を希望しながらも中に入る勇気がなく浜辺で悩んでいたところ、倒れていた主人公と出会う。その際宝物の石をズバットとドガースに取り上げられるが、主人公と協力し奪還に成功する。その時の冒険をきっかけに主人公と探検隊を結成し、ギルドに入門することになる。
パートナーとなるポケモンの候補はナエトル・ヒコザル・ポッチャマ、フシギダネ・ヒトカゲ・ゼニガメ、ピカチュウ、チコリータ・ヒノアラシ・ワニノコ、キモリ・アチャモ・ミズゴロウであり、この中からプレイヤーが選択することになる。主人公と同じタイプを持つポケモンはパートナーに選ぶことができない。性別はチコリータとアチャモ以外は♂。♀は口調が女の子らしくなり、♂の場合は種類によって一人称や口調が異なるが、性格やセリフはどのポケモンでも大きな差はない。
『空の探検隊』では上記に加え、パートナー候補にゴンベ、ニャース、エネコ、リオル、ゴマゾウ、コリンク、イーブイ、ロコンが加わった。

### ギルドのポケモン
プクリン
ギルドの親方を務めるポケモン。性別は♂で、一人称は「ボク」。有名な探険家であり、ギルドのメンバーからは「おやかたさま」と呼ばれ慕われている。「セカイイチ」という名の大きなリンゴが大好物。ペラップ曰く「妖精のようなお方」で、一見何を考えているか分からず、話の途中で目を開けながら寝ることもある。見た目に反して想像できないほどの力を持っており、暴走すると周囲に地震が起きるほど。
『空の探検隊』のスペシャルエピソード「てんさいププリン」では子供時代の彼が主人公となる。
ペラップ
プクリンの一番弟子であり、情報屋でもある。性別は♂で、一人称は「ワタシ」。何を考えているのか分かりにくいプクリンと意思疎通を図り、親方である彼の代わりにギルドのメンバーに指示を出すことが多い。機嫌のいい時は語尾に「♪」をつけて話す。一見口うるさく高飛車な言動が目立つが、「いそのどうくつ」でカブトプスらに襲われそうになった主人公とパートナーを身体を張って守るなど、仲間思いな一面もある。
キマワリ
「きゃー!」、「ですわ」が口癖のポケモン。性別は♀で、一人称は「ワタシ」。本当はギルドを卒業できるレベルの実力を持っているが、もっと修行を続けたいと考えており卒業試験の話を断っている。日記をつける趣味があり、「キマワリのきゃー日記」をつけている。
『空の探検隊』のスペシャルエピソード「ほんじつのきゃー」では主人公となる。
ビッパ
ギルドの新米。性別は♂で、一人称は「あっし」。語尾に「でゲス」と付けて話す。気弱でちょっとドジな面があり、仕事も失敗ばかりのようだがキマワリ曰く「やればできる子」。主人公とパートナーが入門するまでは彼が一番下っ端だった。後輩である主人公とパートナーに対して偉ぶることなく親切に接する。彼もキマワリと同じく日記「ビッパのでゲス日記」をつけている。
『空の探検隊』のスペシャルエピソード「ビッパのねがいごと」では主人公となる。
ドゴーム
ディグダとペアでギルドの門番係を担う。性別は♂で、一人称は「ワシ」。起床係も務めており、その大声はすぐさま主人公たちを起こすほど。ギルドの卒業試験に挑戦したことがある。
ヘイガニ
ギルドのメンバー。性別は♂で、一人称は「おいら」。お調子者な性格で「ヘイヘイ」が口癖。
チリーン
ギルドの食事係。ストーリーの途中で、探検隊の仲間を編成できる「チリーン編成所」の運営も務めるようになる。性別は♀で、一人称は「ワタシ」。呼び鈴を鳴らしてギルドのメンバーに食事の時間を知らせる。度々プクリンを「ステキ」と評し憧れている様子も見せている。キマワリの日記によるとイタズラ好きな一面があるとのこと。
ディグダ
ドゴームとペアでギルドの門番係を担う。性別は♂で、一人称は「ぼく」。ギルドの入り口前にある網の上に立つポケモンの足型を見て、ギルドに来たポケモンを識別する。
ダグトリオ
ギルドの掲示板の更新係で、ディグダの父親。一人称は「ワタシたち」と複数形であるが、息子のディグダからは「おとうさん」と単数形で呼ばれている。時折仕事をサボってサメハダ岩から海を眺めている。ダークライ撃破後、海岸で溺れていた所をレイダースに助けられた。
グレッグル
ギルドで手持ちの専用道具を他の専用道具とトレードできる「トレード店」を経営している。性別は♂で、一人称は「ワシ」。「グヘヘヘヘ」と笑う。不思議な行動や言動をとるため、ギルドのメンバーからは「一体何を考えているかわからない」と少し不気味がられている。トレードのツボが目当てでギルドに入ったが、ツボが床にくっついていて取れないことを知り、本当は既に卒業できるレベルでありながらもギルドに留まっている。

### トレジャータウンのポケモン
カクレオン
「カクレオン商店」と「カクレオン専門店」を経営する兄弟。2匹とも♂で、色違いのカクレオンが弟。どちらの店でもアイテムの購入・売却が可能。兄が営む「カクレオン商店」では装備品・食料・飛び道具・グミ・タネを、弟が営む「カクレオン専門店」ではわざマシン・ふしぎだまを取り扱っている。
前作同様ダンジョン内に彼らの同業者がおり、アイテムを泥棒した際に複数の個体が現れ襲いかかってくる点も同じであるが、本作では常に倍速で移動する上に能力値が最大にまで引き上げられているため、前作とは段違いの強さとなっている。

ガルーラ
「ガルーラの倉庫」を経営している。性別は♀。倉庫にはアイテムを預けることができ、預けたアイテムはダンジョンで倒れてもなくならない。倉庫に入るアイテムの量には限りがあるが、探検隊ランクが上がるほど多く預けられるようになる。
ネイティオ
「ネイティオ鑑定所」を経営している。性別は♂。ダンジョン内で手に入る宝箱を開け中身を鑑定してくれる。
ヨマワル
「ヨマワル銀行」を経営している。性別は♂。銀行ではポケを預けたり引き出したりすることができる。預けたポケはダンジョンで倒れてもなくならない。
エレキブル
「エレキブル連結店」を経営している。性別は♂。わざの連結や分解、一度忘れた技の思い出しをしてくれる。
ラッキー
「お世話屋ラッキー」を経営している。性別は♀。依頼のお礼などでもらえるタマゴのお世話をしてくれる。
ガラガラ
「ガラガラ道場」を経営している。性別は♂。道場ではタイプ別の部屋が用意されており、部屋を全てクリアするとしあわせのタネがもらえる。フロアを進むごとに出現するポケモンのレベルも上がっていく。メインストーリー終了後は「さいごのま」が追加され、クリアするとブラウンリボンがもらえる。
ヤルキモノ
トレジャータウンにいるポケモン。性別は♂。「ガラガラ道場」や「ネイティオ鑑定所」を宣伝するためのアルバイトを行った。
ヒメグマ
トレジャータウンにいるポケモン。性別は♀。いつもリングマと一緒にいる。メインストーリー終了後、「ひかりのいずみ」に行きリングマに進化した。
リングマ
トレジャータウンにいるポケモン。性別は♂。いつもヒメグマと一緒にいる。
マンキー、オコリザル
温泉にいる客。性別は2匹とも♂。

### 時の歯車の守護者
ユクシー
時の歯車を守護するポケモンの内の一匹。「ねっすいのどうくつ」でグラードンの幻影を使い侵入者を追い払っていた。記憶を消す能力を持つポケモンであるため、主人公の記憶喪失に関係しているのではと疑惑を持たれていた。一人称は「わたし」で敬語で話す。
エムリット
時の歯車を守護するポケモンの内の一匹。エムリットに性別はないが、性格と口調は♀寄りで、一人称は「わたし」。
アグノム
時の歯車を守護するポケモンの内の一匹。アグノムに性別はないが、性格と口調は♂寄りで、一人称は「ボク」。

### 未来世界
ジュプトル
世界の各地にある時の歯車を盗む盗賊として指名手配されているポケモン。性別は♂で、一人称は「オレ」。正体は未来から来たポケモンで、主人公が人間だった時に行動を共にしていたパートナーである。主人公とはタイムスリップの際に起こった事故によって離れ離れとなっていた。星の停止を食い止めるために時の歯車を集め、時限の塔に納めようとした。ヨノワールにより未来世界に一度連れ戻されるが、一緒に連れてこられた主人公とパートナーに星の停止の真相を伝え、主人公・パートナー・セレビィの協力により過去の世界へ戻る。その後は再び時の歯車を集め、主人公・パートナーと共にラプラスに乗り「まぼろしのだいち」へと向かう。「まぼろしのだいち おくち」におけるヨノワールとの戦いの後、歴史改変を主人公とパートナーに託し、ヨノワールを道連れに時空ホールに入っていった。
『空の探検隊』のスペシャルエピソード「あんこくのみらいで」では、未来世界に戻った後、主人公たちが星の停止を阻止する時間を稼ぐため再びディアルガの元に向かうことを決意するが、突如ディアルガ側から追われることとなったヨノワールと共に行動することになる。後にこれはヨノワールの罠であったことが判明するが、それまでの冒険の中でヨノワールとの間に確かな友情が芽生え始めていたことで彼と完全に和解し、彼とセレビィの3匹で「だいひょうざん」頂上にある時の回廊を破壊しようとするディアルガを食い止め、過去の世界を守り通した。その直後に未来世界と共に消滅するかと思われたが、未来世界が復活したことで消滅を免れた。過去に残った主人公も自分達と同様に消滅せず生きていることを信じ、主人公の活躍によって得られた新しい未来世界を生きていくことを誓った。
ヨノワール
本編より前に彗星のごとく現れた探検家で、深い知識と紳士的な態度で他の探検家から尊敬を集めている。性別は♂で、一人称は「わたし」。ジュプトルの悪事を止めるため主人公たちに協力するが、正体は闇のディアルガの部下であり、星の停止を食い止めようとする主人公とジュプトルを始末するべく未来から送り込まれたポケモン。ジュプトルを捕え未来世界に送り返した後、別れの挨拶と称して主人公とパートナーを時空ホールの前に誘導し、本性を現して主人公をパートナーごと未来世界に連れ込んだ。未来世界では主人公・パートナー・ジュプトルの処刑を決行するも、ジュプトルの機転によって取り逃がす。3匹がセレビィの力で再び過去の世界に戻った後は「まぼろしのだいち おくち」にてヤミラミたちと共に3匹の前に立ちはだかった。敗北後、主人公に未来世界のポケモンの宿命を吐露し再度攻撃しようとするが、主人公を庇ったジュプトルによって時空ホールへ押し込まれ、彼と共に時空ホールの中へと消えていった。
『空の探検隊』のスペシャルエピソード「あんこくのみらいで」においてもジュプトルを追うが、突如部下のヤミラミたちから自身も攻撃されたことで彼と共闘。ディアルガの真意を知るため、ジュプトルに休戦を持ちかけ同行するが、真の目的は「ひょうちゅうのもり」でジュプトルの身体に自分の魂を入れ替え、ジュプトルに成りすまして再び過去へ向かうことであった。ジュプトルを騙すためにヤミラミたちと共に演技をしていたが、ジュプトルとの冒険を通して彼との間に友情が芽生え始め、さらにジュプトルが「生きる意味」について語ったことで心境が変化する。またヨノワールがディアルガに従っていた理由も、歴史の改変による消滅に対する強い恐怖心によるものであった。最終的にディアルガに反旗を翻しジュプトルを助け、歴史が完全に変化するまでの時間を稼ぐべくジュプトルとセレビィと共に暴走するディアルガに立ち向かった。ディアルガとの戦いの後、ジュプトルに感謝の言葉を伝え悔いなく消滅するが、未来世界の復活と共に彼も復活した。
ヤミラミ
ヨノワールの部下。6匹おり、性別は全員♂。ヨノワールへの忠誠心は強く、『空の探検隊』のスペシャルエピソード「あんこくのみらいで」では闇のディアルガがヨノワールを粛正しようとした際にヨノワールを守るために自ら進んで対抗した。
セレビィ
ジュプトルの仲間で「ときわたり」という時間を越える能力を持つポケモン。色違いであり体色がピンク色。セレビィに性別はないが、性格と口調は♀寄りで、一人称は「わたし」。ジュプトルに対してひそかに好意を抱いている。時が停止した暗黒の世界を嫌い、過去を変えようとするジュプトルたちに協力した。
『空の探検隊』のスペシャルエピソード「あんこくのみらいで」では、ヤミラミたちに攫われてジュプトルをおびき寄せる餌として利用されてしまう。その後はジュプトルと和解したヨノワールと共に闇のディアルガへ立ち向かい、時の回廊の破壊を阻止するとともに歴史改変までの時間を稼ぐことに成功する。ディアルガとの戦いの後、念願の「朝日」を見ることが叶うも消滅するかと思われたが、未来世界が復活したことで消滅を免れた。
ディアルガ
時間を司る伝説のポケモン。未来世界では星の停止が進んだことによって闇に支配され自我と理性を失った「闇のディアルガ」に変貌している。闇のディアルガはただ「時間を守護する」という本能のみで動き、理由を問わず歴史に干渉する者を制裁する存在へと成り果てている。時間そのものの化身というべき存在のため能力は強大で、セレビィの「ときわたり」を破るほどの力を持っている。
現代でのディアルガは完全に暗黒の力に取り込まれてはいないが、時の破壊の影響で姿は既に闇のディアルガとなっており、時限の塔の崩壊を前に暴走し主人公とパートナーに襲いかかる。戦闘後、主人公とパートナーが時の歯車を収めて星の停止を阻止したことに伴いディアルガも正気に戻った。本来は気高く慈愛深い性格であり、未来を変えたことで消滅した主人公を復活させて再びパートナーと巡り合わせた。
『空の探検隊』のスペシャルエピソード「あんこくのみらいで」では、歴史改変によって暴走が進行した闇のディアルガが「だいひょうざん」にある時の回廊を破壊し、未来世界以外の時をも破壊しようとしたがジュプトルたちにより阻止された。歴史改変により自身も消滅してしまうが「自身よりも上位の存在」が未来世界を復活させたことで、ディアルガも正気に戻った状態で復活する。復活後は星の停止を完全に回復させ、荒れ果てていた世界を美しい姿へと戻した。

### その他の登場キャラクター
チーム「ドクローズ」
スカタンク・ズバット・ドガースのトリオ。全員♂。ストーリー中、主人公とパートナーに対して何かと嫌がらせをしてくる探検隊。スカタンクがリーダーで、他の2匹は彼を「アニキ」と呼ぶ。スカタンクとドガースの得意技である「毒ガススペシャルコンボ」は、仲間のズバットも倒れるほどの強烈さを持つ。
チーム「かまいたち」
ザングース・ストライク・サンドパンのトリオ。全員♂。自慢のカマやツメで未開拓の場所を開拓することが得意な探検隊。
後述のアニメ版では、ゲーム版と異なりやや意地の悪い性格となっている。
チーム「ポチエナズ」
ポチエナの3兄弟。全員♂。おたずねものの逮捕を専門にする賞金稼ぎ。なかなか賢く手頃なおたずねものしか狙わない。
チーム「ハッピーズ」
トゲピー・レディバ・ニョロトノのトリオ。全員♂。いつも笑顔の探検隊で、悩みも全くないという。
チーム「フレイム」
チームマダツボミ・ポニータ・バクーダのトリオ。リーダーのマダツボミのみ♂。戦いではメンバーのほのお技が飛び交うため、くさタイプであるマダツボミは震え上がってしまうとのこと。
チーム「ポッポボー」
ポッポ・タネボーのコンビ。2匹とも♂。チーム名の由来は二匹の名前の組み合わせ。
チーム「タルイーズ」
ナマケロとヤドンのコンビ。2匹とも♂。いつも「たるい」と言っており、依頼の掲示板の前に行くだけでも精一杯。
チーム「マックロー」
カゲボウズとヤミカラスのコンビ。2匹とも♀。ヤミカラスは光り物に目がなく、カゲボウズは謎を感じるものに興味があるため常に意見が噛み合わないが「おうごんのリンゴ」探索の件だけは意見が一致したことがある。
チーム「タベラレル」
オオスバメとケムッソのコンビ。2匹とも♂。リーダーはオオスバメ。チーム名をつけたのはケムッソで、由来は「いつか自分がリーダーに食べられてしまうのではないか」という不安によるもの。エンディング後、ケムッソは海岸で自らその不安をオオスバメに打ち明けるがオオスバメにその気はなく、大切なパートナーだと思っていることを明かされ誤解が解けた。
チーム「チャームズ」
ミミロップ・サーナイト・チャーレムのトリオ。全員♀。マスターランクの称号を所持しており、ポケモン達の間でも有名で人気のある探検隊。プクリンとは旧知の仲。「ばんにんのどうくつ」を攻略する際に登場。
『空の探検隊』のスペシャルエピソード「チャームズさんじょう!」では主役を務める。開発スタッフの話によると、チャームズのモデルはあるアメリカのドラマに登場する女性3人組とのことである。スペシャルエピソード誕生の由来は『時・闇』の攻略本でそのドラマを意識したカットインイラストを巻末に面白半分で掲載したことでイメージが広がったためとのこと。
チーム「MAD」
マニューラ・アーボック・ドラピオンのトリオ。リーダーのマニューラのみ♀。チーム名はメンバーの頭文字に由来する。
悪名高い盗賊団で普段は他の探検隊を襲っているが、真の目的はゼロの島に眠る究極の財宝を手に入れること。
『空の探検隊』では「チャームズさんじょう!」に登場し、物語終盤でチャームズと戦うことになる。時の歯車は盗まない、ゼロの島探索中は現在の目的外だということで他のチームは襲わないなど、盗賊団でありながらそれなりの常識も持ち合わせている。『時の探検隊』のパッケージイラストにも登場。
チーム「レイダース」
ドサイドン・エルレイド・ロズレイドのトリオ。全員♂。伝説と言われる探検隊。ロズレイドは女性的な口調で話す。浜辺で溺れていたダグトリオを助けた。
マリル・ルリリ
身体の弱い母親の手伝いをしている優しい兄弟。2匹とも♂。弟のルリリがおたずねもののスリープに騙されて連れ去られたが、危ないところを主人公たちに助けられた。その後もストーリー中で度々事件に巻き込まれ、主人公たちと関わることになる。
スリープ
おたずねものとして指名手配されているポケモン。性別は♂。ルリリを誘拐するが、主人公の時空の叫びで事件を予知されたことで逮捕された。釈放された後は改心し「しゅぎょうのやま」にいたが、主人公たちに頼まれ悪夢を見続けているルリリを救うために協力する。
ジバコイル
ポケモン達の世界の治安を守る保安官で、ギルドにおたずねものの依頼を出している。コイル2匹を部下として連れている。ジバコイルとコイルの台詞や依頼状の内容はすべてカタカナで表示される。『空の探検隊』では彼らがダンジョンに同行する依頼が追加された。
ジバコイル・コイル共に『空の探検隊』のスペシャルエピソード「てんさいププリン」、「ほんじつのきゃー」にも登場。
コータス
トレジャータウンに住む長老。大の温泉好きで、いつも岩盤浴に行っている。性別は♂。プクリン曰く「亀の甲より年の功」で色々なことを知っているらしいが、肝心な事柄を忘れてしまうことがある。
ラプラス
遺跡の欠片に選ばれた者を「まぼろしのだいち」へと案内するポケモン。性別は♂で、一人称は「ボク」。物語終盤において、旧知の仲であるプクリンの頼みで主人公・パートナー・ジュプトルを「まぼろしのだいち」へと導いた。
ハッサム
大昔に「ふぶきのしま」へ行ったきり行方不明になっていた探検家。性別は♂で、一人称は「せっしゃ」。「ふぶきのしま」の先にある「クレバスのどうくつ」の奥底でユキメノコに氷漬けにされていた。主人公たちに救出された後、「七つの秘宝」が隠されたダンジョンに行くことができるシークレットランクを授ける。
マナフィ
主人公たちが「とざされたうみ」を探検した際に見つけたタマゴから孵ったポケモン。マナフィに性別はないが、性格は♂寄りで、一人称は「ボク」。主人公とパートナーがペラップの協力のもと面倒を見るが、陸にいたことで弱ってしまう。主人公たちが「きせきのうみ」で入手した万能薬「フィオネのしずく」により回復したが、プクリンの知り合いであるトドゼルガの協力で海に帰ることになった。ダークライ撃破後、海で成長して主人公たちの元に戻り仲間となった。
クレセリア
闇を振り払う不思議な力を持つと言われるポケモン。性別は♀。突如主人公たちの夢の中に現れ不吉な予言をしたが、その正体はダークライが成り代わっていたものである。本物のクレセリアはダークライを追っており、「そらのさけめ」で偽者のクレセリアに追い詰められていた主人公たちを救い、真実を伝えた。その後はルリリを悪夢から救ったのち、ダークライの野望を阻止するために主人公とパートナーと共に「やみのかこう」に向かう。
パルキア
ディアルガと対をなす空間を司るポケモン。パルキアに性別はないが、性格は♂寄りで、一人称は「オレ」。空間の歪みが増幅し、自身の能力でもコントロールが効かなくなっていたところ、夢の中で現れたクレセリアに主人公とパートナーが空間の歪みの原因であると告げられたことで、2匹を自分の拠点である「そらのさけめ」に連れ去り始末しようとする。主人公たちに敗北した後、ダークライにより悪夢を見せられるが本物のクレセリアが現れたことで、自分がダークライに騙されていたことを知る。最後は「やみのかこう」で主人公たちに敗北したダークライを時空ホールごと攻撃し、ダークライの野望に終止符を打った。
ダークライ
本作の真の黒幕。自らの悪夢の力を増大させるため、世界を暗黒に包み込み支配することが目的。時限の塔を崩壊させて星の停止を起こそうとしたが主人公たちに阻止されたため、今度は空間の歪みを発生させることで世界を暗黒に包もうと暗躍を始める。悪夢を見せる能力を使い、クレセリアに成り代わった姿で主人公たちの夢の中に登場。空間の歪みの原因が2匹によるものであるかのように伝え、実際に影響が現れたように見せるべくルリリに悪夢を見せたり、空間の守護者であるパルキアにも嘘の情報を吹き込むなど、主人公とパートナーを心身共に追い詰めた。「そらのさけめ」で本物のクレセリアにより正体が見破られた後は「やみのかこう」に逃げ込み、手下のアーボック・ドサイドン・マグカルゴ・ムウマージ・ボスゴドラ・ブーバーンと共に主人公・パートナー・クレセリアに襲いかかるも敗北。最後は他の時代から世界を暗黒に変えようと目論み、自ら出現させた時空ホールに飛び込むが、パルキアにより時空ホールごと砕かれ制裁された。時空ホール内でパルキアの攻撃を受けたことで主人公同様記憶を失い、その後は各地のダンジョンを徘徊するようになる。

## 設定・用語
プクリンのギルド
主人公とパートナーが弟子入りすることになる、プクリンが親方を務める探検家たちのギルド。建物の外見はプクリンを模した大きなテントで、トレジャータウン東にある崖の上とその地下に建てられている。ギルドに弟子入りした者は住み込みで厳しい修行をすることになる。ギルドを空けて遠くまで探検に行く遠征も行われている。卒業試験は非常に厳しく、毎年行われているものの滅多に合格者は出ないという。また、資金収集としてダンジョン内での救助や目的地までの同行、おたずねものの逮捕などダンジョンに関わる依頼を手広く引き受けている。探検家であればギルドの弟子ではなくとも依頼を受けられるが、報酬金の9割はギルドの利益として取られる仕組みとなっている。
時空の叫び（じくうのさけび）
主人公の持つ特殊な力。何かに触れることで、その物（者）や場所の過去もしくは未来の光景や音声が見えたり聞こえたりする。ただしいつ発動するのか、見聞きした光景や音声が過去・未来いずれのものなのかは主人公にもわからない。確認できる内容は全て真実であり、ストーリー中で事件を解決する糸口となることが多い。現代では場所や対象を選ばないが、未来世界では時の歯車と関係あるものにのみ発動していたという。
時の歯車（ときのはぐるま）
歯車の形をした秘宝。周辺の時間を制御する力を持つ。森や洞窟、鍾乳洞の奥や湖、火山の中など通常到達することが困難な場所の奥に隠されている。この歯車が所定の場所から失われるとその周辺地域の時が止まってしまうため、どんなに凶悪な悪党でも時の歯車だけは絶対に盗むことはないと言われている。
遺跡の欠片（いせきのかけら）
パートナーがある日ふとしたことで拾って宝物にしている石。見たこともない不思議な模様が描かれている。この石の秘密を解くことがパートナーの夢であるとともに、探検隊に憧れるきっかけとなった。その正体は異空間に存在する「幻の大地」への許可証の役割を持つアイテムである。「いそのどうくつ」最深部の壁にある模様に共鳴して異空間への道を開くだけでなく、「時限の塔」へ導く「虹の石舟」を起動させることもできる。
星の停止（ほしのていし）
主人公たちのいる星の時間が停止すること。星全体の時が止まってしまうため、多くの自然現象も起こらなくなり、さらには太陽も昇らず世界が永遠の闇に包まれてしまう。ダークライは星の停止を意図的に仕向け、世界を暗黒に包み込もうとした。
時空ホール（じくうホール）
特殊な方法で生み出される時空間の穴。中に入ると時を渡って他の時代に行くことができる。基本的にはディアルガが自身の能力を使って作り出すが、それ以外の方法で生み出すことも可能なようでダークライが生み出している場面がある。
未来世界（みらいせかい）
主人公やジュプトル、ヨノワールたちが元々いた世界。上記の星の停止が起こって暗黒の世界と化しており、その影響で心が闇に染まったポケモンが多い。主人公とジュプトルはセレビィの協力で過去に向かうことで「星の停止が起きなかった世界」への改変を試みていた。同時にそれはこの未来世界が元から存在しなかったことを意味するものでもあり、歴史改変による消滅を恐れるヨノワールらとの対立を招いた。
『空の探検隊』のスペシャルエピソード「あんこくのみらいで」では、歴史改変によって星の停止が解け始めるとともに世界の消滅が徐々に始まる。その影響で闇のディアルガが暴走し、時の回廊を壊して過去だけでなく未来をも巻き込んで破壊しようとする。それをジュプトルたちが食い止めるが、直後に全員の消滅が始まってしまう。しかし、「ディアルガよりも上位の存在」の力によって消滅は免れ、並行世界の未来として存在し続けることとなった。
時の回廊（ときのかいろう）
主人公とジュプトルが過去の時代へ向かうために使ったアーチ型のオブジェクト。セレビィなど時を操れるポケモンの力を受けることでアーチ内に時空間の扉が生み出され、時空ホールを使わなくともタイムトラベルが可能となるが、その性質上所定の位置でしか使うことができない。作中では「もりのたかだい」の頂上と『空』に登場する「ひょうかいのしま」の「だいひょうざん」の頂上に設置されていた。
時限の塔（じげんのとう）
「まぼろしのだいち」の上空にそびえる、ディアルガが守護している塔。この塔が崩壊すると「星の停止」が起こり世界全体の時が止まってしまうと同時に、塔を守るディアルガも暴走し「闇のディアルガ」へと変貌してしまう。塔が完全に崩壊する前であれば、最上階にある祭壇の窪みに5つの時の歯車を納めることで崩壊を防ぐことができる。
幻の大地（まぼろしのだいち）
「時限の塔」が存在する場所。「時限の塔」を悪意ある者から守るために他の時空間から隔離された場所にあり、特別な資格を得てかつ番人に認められた者が、番人と共に時の海を越える以外の方法では辿り着くことができない。

## ポケモン不思議のダンジョン 空の探検隊
『ポケモン不思議のダンジョン 空の探検隊』（ポケモンふしぎのダンジョン そらのたんけんたい）は、時の探検隊・闇の探検隊のマイナーチェンジ版として、2009年4月18日に発売されたダンジョンRPG。

### 新要素
- 主人公とパートナーに選べるポケモンに、リオル♂、ゴマゾウ♂、コリンク♂、イーブイ♀、ロコン♀の5種類が追加。ニャースとゴンベは主人公に選べずパートナー専用になった。
  - それに伴い、上記5体のステータスの上昇率が変化。一部のダンジョンの出現ポケモンやボスポケモンが変化。
  - また、エネコが主人公時は♀限定になり、パートナーとしても選択可能になった。
- 『時の探検隊』と『闇の探検隊』では各バージョン限定だったポケモンと道具が共に最初から出現するようになった。
- 新ダンジョンが追加。なお、従来の追加ダンジョンの一部は後述するパッチールのカフェで条件を満たせば探検が可能となる。
- 未来世界のポケモンやギルドのメンバーなどが主役となるサブストーリー「スペシャルエピソード」が追加。ゲームの進行状況は本編とは独立して保存されるが、倉庫に預けた道具とポケは本編と共有される。
- 「オレソのみ」「ぷっかつのタネ」など、名前や見た目は既存のアイテムに似ているが、実際の効果は全く異なる「そっくりどうぐ」が追加。
- 「パッチールのカフェ」と「たんけんリサイクルコーナー」が新たに追加。前者はパッチールに手持ちの食材を渡すことでドリンクを作ってもらうことができる。後者は不要なアイテムを他のアイテムと交換することができる。「クジびきけん」を交換してクジを引くこともできる。
- 専用道具がほぼ全種類のポケモンに追加された。また『時』『闇』から専用道具を送るとより珍しい専用道具に変化するという要素がある。
- 依頼を受ける手段が増加。前述のパッチールのカフェと海岸の小瓶から受けられることがある。
- おたずねものの依頼のパターンが追加。具体的には下記の通り。
  - モンスターハウスで戦う
  - フロアにいるポケモンに紛れている
  - すぐに逃げてしまい、階段まで逃げられると依頼失敗になる
  - フロア全体がおたずねもののアジトになっている
  - コイルもしくはジバコイルが同行する
- 本ソフトを持っていないプレイヤーのDSへ、体験版として「おためしダンジョン」を配布できる機能が追加。
- ふしぎなメールが「ふしぎなメールS」に変更。仕様変更に伴い文字数が増加したため『時』『闇』との互換性はない。
- ギラティナのオリジンフォルムが追加され、『空』で追加されたダンジョンに入ることでフォルムチェンジする。
- 『時』『闇』では登場しなかったシェイミが新たに登場し仲間になる。その他、仲間にはならないがアルセウスの石像も登場する。
- サウンドテストモード「そらのジュークボックス」が追加。

### 新登場のキャラクター
パッチール
「パッチールのカフェ」のオーナーで、ドリンクスタンドを担当している。性別は♂で、一人称は「てまえ」。語尾を延ばして喋るのが特徴。タネやグミ等の食材を渡すことでドリンクを作ってくれる。
ソーナノ、ソーナンス
「パッチールのカフェ」の「たんけんリサイクル」コーナーを担当している。性別はソーナノは♂で、ソーナンスは♀。ソーナノは「〜ナノ」が口癖。ソーナンスはクジを引いた際に「○○（選んだ色）ナンス!」と、クジの結果に対して「ソーナンス!」と答える以外は喋らない。
パチリス、オクタン、バリヤード
カフェの常連客。性別はオクタンのみ♀。バリヤードは『時・闇』で冒険家ハッサムの存在を教えたバリヤードと同一個体。
プロジェクトP
「パッチールのカフェ」の元で「そらのいただき」など未開地域の開拓を行う集団。調査チーム『フロンティア』と補佐を行う裏方からなり、同地点の調査を行う他のポケモンに対してもボランティアで援助も行っている。『フロンティア』は隊長のゴーリキーにキノガッサ、クチートという構成で、性別はクチートのみ♀。裏方ではフワライドとタマタマが確認できる。
ニューラ
単独で活動する探険家。性別は♂。カフェの客として登場。自己中心的で粗暴な言動が目立つ。そらのいただきの探検に参加しトップを走るが途中で倒れてしまい、デンリュウに救助される。
シェイミ
そらのいただきの麓にある「シェイミのさと」に暮らす幻のポケモン。昔はそらのいただきに挑戦する探検隊のガイドを務めていた。里では複数の個体が暮らしており、その中の1匹がガイド役として主人公のチームに同行する。シェイミに性別はないが、同行するシェイミの性格と口調は♀寄りで、一人称は「わたし」。

#### スペシャルエピソードで登場するポケモン
ビッパの家族
「ビッパのねがいごと」に登場。ビッパの母親と弟と妹で、母親はビーダルである。一流の探検家になることを夢見て故郷を旅立つビッパを温かく見送った。
チーム「アクトーズ」
「ビッパのねがいごと」に登場。ユキカブリ、タツベイ、グライガーの盗賊団。全員♂。ユキカブリがビッパを騙して「ほしのどうくつ」に連れ込み3匹で襲いかかるが、ビッパを心配して後をついてきたギルドのメンバー全員により成敗された。
ジラーチ
「ビッパのねがいごと」に登場。ジラーチに性別はないが、性格と口調は♂寄りで、一人称は「ボク」。「ほしのどうくつ」の奥に眠る伝説のポケモンで、どんな願いも叶えることができると言われている。寝相が悪く、洞窟の最奥部に辿り着いたビッパに寝ぼけた状態で襲いかかった。戦闘後は目が覚め、ビッパの「後輩が欲しい」という願いを叶えた。
ププリン
「てんさいププリン」に登場。性別は♂。ギルドの親方であるプクリンの子供時代。ジュペッタ・スコルピとの探険隊ごっこで向かった「アンコクのもり」の奥で元探険家のアーマルドと出会い、彼が持つ地図の謎を解いたことで一緒にダンジョンを探険する。その冒険を通じて探険の楽しさを知ったことで彼に弟子入りし、以降は彼を「ししょー」と呼び慕っている。アーマルドが解けなかった謎をあっという間に解く洞察力や、巨岩や遺跡の扉を粉々に破壊する驚異的な力など、後に繋がる探検家としての天才的素質を既に見せている。
「ざいほうのいわば」探険後、アーマルドがおたずねものと発覚し逮捕されるが、別れの際に彼から初めての探検で入手した「まもりのオーブ」を託され、プクリンとなった現在も「自分の探検家としての原点」として大切に所持している。
ププリンの両親
「てんさいププリン」に登場。父母ともにプクリンであり、母親にはまつ毛が生えている。父親は以前ププリンと山登りに行き落盤事故に巻き込まれそうになった際、彼の不思議な力により助かったというエピソードを語った。
アーマルド
「てんさいププリン」に登場。性別は♂。アンコクのもりの奥で暮らす元探険家。森の奥に辿り着いたププリンを追い払おうとしたが、長らく解けなかった地図の謎を思いもよらぬ手段で解き明かしたププリンに探険の才能を見出す。引退した身だと渋りながらも、ププリンにせがまれ一緒にダンジョンを探険した後、探険の楽しさを知ったププリンから弟子入りを強く志願されたことで彼の師匠となった。その正体はBランクの指名手配がされたおたずねものであり、最終的にニドキングから知らせを受けたジバコイル保安官により逮捕される。逮捕される際、自分を庇おうと暴走しかけるププリンに罪を着せないために説得し、ププリンとの初めての探険で見つけた「まもりのオーブ」を託した。
ニドキング
「てんさいププリン」に登場。性別は♂。おたずねものアーマルドを追っている探検家。アーマルドがププリンと話していた所を偶然発見しジバコイル保安官に通報した。ププリンの両親や友人にもアーマルドがおたずねものであることを伝えた。
ゴースト
「ほんじつのきゃー」に登場。全員♂。キマワリが逮捕を依頼されたSランクのおたずねもの。倒してもすぐに復活してしまうことから「ふじみのゴースト」と呼ばれていたが、実は同じ姿をしたゴーストの3匹組のチームであり、1匹がやられても隙を見て他のゴーストが入れ替わることで「ふじみ」であるかのように見せていた。最終的にはキマワリに秘密を見破られ、彼女とドゴームの共闘により逮捕された。
メタモン
「チャームズさんじょう!」に登場。「だいしょうにゅうどう」の奥に安置された時の歯車を守護しているポケモンであり、その存在を隠すべく自身の変身能力を使って様々な工作を行っていた。最終的にチャームズとチームMADを敵対させるように仕組んだが、プクリンに自身の存在を見抜かれた上で妨害の理由を聞かれたことで、彼らに時の歯車の存在を教えた。
ポリゴン
「あんこくのみらいで」に登場。空間転送の能力があり、「ひょうかいのしま」への橋渡しをしている。

### その他の変更点
- セーブが寝床だけでなく、交差点の水飲み場でもできるようになった。また、セーブした後にトップメニューに戻れるようになった。セーブに要する時間も『時・闇』に比べ短くなっている。
- カクレオンの店で購入するときにまとめて選べるようになった。
- ガルーラの倉庫で、倉庫とトレジャーバッグの残量が表示されるようになった。
- グレッグルのトレード店の仕様が変更された。
- アイテムの簡易説明がカーソルを合わせたときに表示されるようになった。
- 一部のダンジョンのBGMが変更されている。『赤・青』のものを転用・アレンジされたBGMも使われている。
- ポケモンのオスとメスの区別が見た目でつくようになった。
- ダンジョン関連
  - トレジャータウンでもアイテムを持たせられるようになり、探検が終わる度に持たせたアイテムが外れなくなった。
  - 探検失敗時に失うポケが全部から半分に減った。
  - 天候が変わった時に簡易説明が出るようになった。また、すなあらし・あられのダメージエフェクトもなくなった。
  - 新しい罠が二つ追加された。一部の罠の効果が変更された。
- わざ・とくせい
  - ひらいしん・よびみずの効果が視界内のみになった。
  - 習得技がプラチナ準拠になった。
  - 一部の技の効果などが変更、また、命中率や威力が星の数で表示されるようになった。

## テレビアニメ

### ポケモン不思議のダンジョン 時の探検隊・闇の探検隊
2007年9月9日にポケモン☆サンデー内で放送。『テレビアニメ第1シリーズ』から『めざせポケモンマスター』までのテレビシリーズとは無関係のポケモンアニメの一つ。
また、あにてれのポケモンのコーナーにて、2007年9月13日～9月30日の間、Yahoo!Japanの「Yahoo! きっず ポケモン」にて2007年9月20日〜10月31日と、『空の探検隊』の発売を記念した2009年3月13日〜5月29日の間、動画の無料配信が行われた。また、2009年5月にはキッズステーションでも放送された。現在はポケモン公式YouTubeチャンネルで視聴可能。https://www.youtube.com/watch?v=4T5IbDrb0f0

### ポケモン不思議のダンジョン 空の探検隊 時と闇をめぐる最後の冒険
『空の探検隊』発売目前記念として、2009年4月12日にポケモン☆サンデー内で放送された。
また、その後に前アニメと同様インターネット上にて「Yahoo! きっず」のほか、「あにてれ」や「ひかりTV」、Wiiの「みんなのニンテンドーチャンネル」などでも配信された。2009年5月にはキッズステーションでも放送された。現在はポケモン公式YouTubeチャンネルで視聴可能。https://www.youtube.com/watch?v=SM_akU8UsgQ
2007年放送分の続編で、原作におけるChapter-19「まぼろしのだいちへ」をモデルとしたストーリーである。BGMも大部分がゲームの同場面で使用されたもののアレンジとなっている。

### キャスト
共通
- ポッチャマ - 間宮くるみ
- ヒコザル - 山口勝平
- キマワリ - 江森浩子
- ヘイガニ - 神奈延年
- ペラップ - 阪口大助
- プクリン - 小林ゆう
- ジュプトル - てらそままさき

第1作
- ディグダ - 陶山章央
- チリーン - こやまきみこ
- ガバイト - 三宅健太
- カクレオン - 古島清孝
- ザングース - 伝坂勉
- ストライク - 仁科洋平
- サンドパン - 逢坂力
- コリンク - 西墻由香（兄）、佐々木日菜子（妹）

第2作
- ビッパ - 伝阪勉
- チリーン - 佐々木日菜子
- ヨノワール - 三宅健太
- ヤミラミ - 古島清孝
- ナレーション - 山寺宏一

### アニメスタッフ
- エグゼクティブプロデューサー - 石原恒和、中村光一
- 企画 - 紀伊高明、伊藤憲二郎
- プロデューサー - 盛武源、川村久仁美
- 監督 - 湯山邦彦
- 脚本 - 松井亜弥
- 絵コンテ - 湯山邦彦（時・闇）･浅田裕二（最後の冒険）
- 演出 - 浅田裕二
- 総作画監督 - 松原徳弘（最後の冒険）
- 作画監督 - 玉川明洋（時・闇）・高橋英吉（最後の冒険）
- 美術監督 - 春日礼児（最後の冒険）
- 撮影監督 - 吉田光伸（最後の冒険）
- 編集 - ジェイフィルム、坂本久美子（最後の冒険）
- 音楽 - モリリン多田
- 音響監督 - 三間雅文
- 制作担当 - 太田昌二（時・闇）･亀井康輝（最後の冒険）
- 制作デスク - 加藤浩幸
- 設定制作 - 佐々木崇之（最後の冒険）
- アニメーション制作 - OLM TEAM OTA（時・闇）･Team Kamei（最後の冒険）
- 制作 - 小学館集英社プロダクション
- 製作・著作 - 小学館集英社プロダクション、株式会社チュンソフト、The Pokémon Company

## 漫画
漫画雑誌「別冊コロコロコミック」2007年10月号から2008年8月号まで、本作を元にした漫画『ポケモン不思議のダンジョン 炎の探検隊』が連載されていた。漫画は前作の『ポケモン不思議のダンジョン ギンジの救助隊』と同じく溝渕誠。2008年8月28日に小学館から「てんとう虫コロコロドラゴンコミックス」として単行本も発売された。全1巻（ISBN 4-09-140670-X）。
ヒコザルとなってしまった元人間の主人公ホノオが、パートナーの気弱なワニノコと出会い、炎の探検隊を結成するというストーリー。

## その他
- 開発当初のサブタイトルは『時の探検隊』と『空の探検隊』だったが、「ディアルガ（時間）とパルキア（空間）からというのが簡単に分かる題名なので、もっとミステリアスな雰囲気を出したい」ということで、「空」が『闇の探検隊』に変更となった[4]。『空の探検隊』のサブタイトルはマイナーチェンジ版において使用され、日の目を見ることとなった（シェイミのスカイフォルムを表す「空」という説もある）。また、前作『赤・青』のように異なるハード間で通信をするという案もあり、片方をWii用ソフトとして出して、2つを連動させるというアイデアもあったが、開発当時はWiiの詳細な情報がなかったため見送られた。
- 不思議のダンジョンシリーズの『風来のシレン』シリーズを意識した演出がされた箇所がいくつか存在している。お宝の隠された場所が「黄金の間」（『シレン2』に登場したボーナスフロアと同名）という名称、プクリンがあるイベントで(にらめっこ)「ンドゥバー」（『シレン』シリーズに登場する敵の名前）と言う、などがある。